# 夏舍
夏舍（？—228年），中國三國時代曹魏官員，為通曉鮮卑語的翻譯。

## 生平
太和二年（228年），護烏桓校尉田豫派遣翻譯夏舍去拜見鮮卑族大人軻比能的女婿鬱築鞬，結果夏舍被鬱築鞬殺害。田豫率領西部鮮卑蒲頭、泄歸泥出塞討伐鬱築鞬，大破鬱築鞬。田豫回軍至馬邑城，被軻比能圍困。上谷太守閻志（閻柔弟）前往勸解軻比能，軻比能解圍離去。